# بریت ایر
بریت ایر (انگلیسی: Brit Air) شرکت هواپیمایی بریتانیایی است، که در سال ۱۹۷۳ توسط شرکت ایر فرانس-کی‌ال‌ام تأسیس شد.